# E56 (trasa europejska)
E56 – trasa europejska biegnąca przez Niemcy i Austrię. Zaliczana do tras pośrednich wschód – zachód droga łączy Norymbergę z Sattledt. Jej długość wynosi 330 km.

## Stary system numeracji
Do 1985 obowiązywał poprzedni system numeracji, według którego oznaczenie E56 dotyczyło trasy: Ponte Garigliano — Caserta — Foggia. Arteria E56 była wtedy zaliczana do kategorii „B”, w której znajdowały się trasy europejskie będące odgałęzieniami oraz łącznikami.

### Drogi w ciągu dawnej E56
Lista dróg opracowana na podstawie materiału źródłowego
| Włochy | - droga nr 7: Ponte Garigliano – Carinola – Capua - autostrada A2: Capua – Caserta - droga nr 7: Caserta – Montesarchio – Benevento - droga nr 90: Benevento – Giardinetto – Foggia |